# Verbascum leianthoides
Verbascum leianthoides är en flenörtsväxtart som beskrevs av Svante Samuel Murbeck. Verbascum leianthoides ingår i släktet kungsljus, och familjen flenörtsväxter. Inga underarter finns listade i Catalogue of Life.